# Noční košile

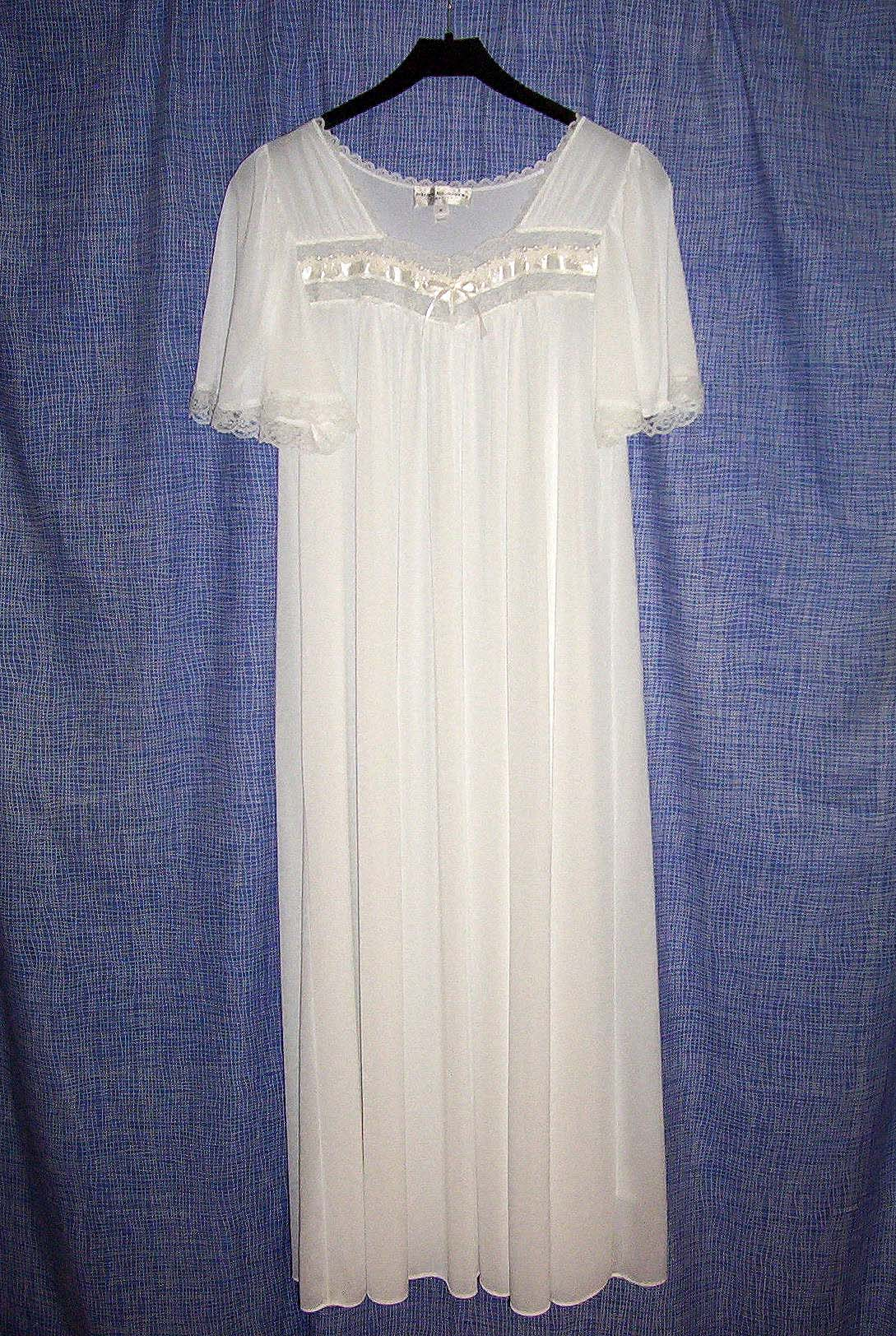
Noční košile

Noční košile je druh oblečení, které se používá pro spaní. Charakteristickým znakem noční košile je, že je tvořena jedním kusem oblečení (na rozdíl od pyžama) a obléká se přes hlavu (na rozdíl od overalu). Noční košile nezakrývá rozkrok.

## Historie
Noční košile se vyvinuly z dlouhé spodní košile. Spodní košile se nosila celý den pod vrchním oblečením. Večer se svléklo pouze vrchní oblečení, spodní košile se na spaní nesvlékala. Ve spodní košili spali muži i ženy, přičemž ženy používaly košili delší než muži.
První zmínky o spaní v košilích jsou ze 7. století.
V Čechách je o "sukni ložničné" zmínka poprvé roku 1492. První noční košile byly velmi rozměrné, jinak celkem podobné denním, a
stejně jako ony patřily k výsadám majetnějších lidí. Všeobecně se noční košile ujímá až v 19. století, v některých zemích ještě později.
Až do 19. století byla noční košile jediným druhem nočního prádla, který nosili muži, ženy i děti. Teprve koncem 19. století a zejména na začátku 20. století se vedle nočních košil začala používat také pánská pyžama. Dámská pyžama se objevují až po první světové válce.
V československé armádě byly noční košile používány až do roku 1965 (od roku 1960 se postupně nahrazovaly pyžamy).

## Druhy nočních košil
Noční košile lze rozdělit podle střihu na:
- tričkové – nejrozšířenější, jednoduchý střih bez límce, ve všech délkách, rukávy krátké i dlouhé. Krátké noční košile tričkového střihu jsou též nazývány maxitrika,
- klasické – s límcem a několika knoflíky v horní části, délka střední a dlouhá, rukávy dlouhé,
- košilkové – bez rukávů, s prádlovými ramínky, délka krátká až střední, používají výhradně ženy,
- pyžamové kabátky – pyžamový kabátek jako u klasického pyžama s límcem a s knoflíky po celé délce, avšak délky do půli stehen, rukávy dlouhé. Používá se samostatně bez kalhot, obvyklým doplňkem je pásek. Používají výhradně muži,
- historizující – široká noční košile z bílého plátna s dekoracemi (krajky, volány), délka dlouhá, rukávy dlouhé, pro muže i ženy.

Doplňkem tričkových a historizujících nočních košil může být noční čepička, což je kuželovitá čepice s pružným lemem obvykle ukončená střapcem.

## Materiál
Většina nočních košil je vyrobena z bavlněného či směsového úpletu (tričkové, košilkové) nebo bavlněné, směsové či syntetické tkaniny (klasické, košilkové, pyžamové kabátky). Historizující noční košile se vyrábějí z odpovídajících materiálů, nejčastěji ze lněné tkaniny.

## Současnost
V současné době je noční košile běžným druhem nočního prádla. Noční košile používají muži i ženy, ale u žen jsou noční košile ve větší oblibě.

## Galerie

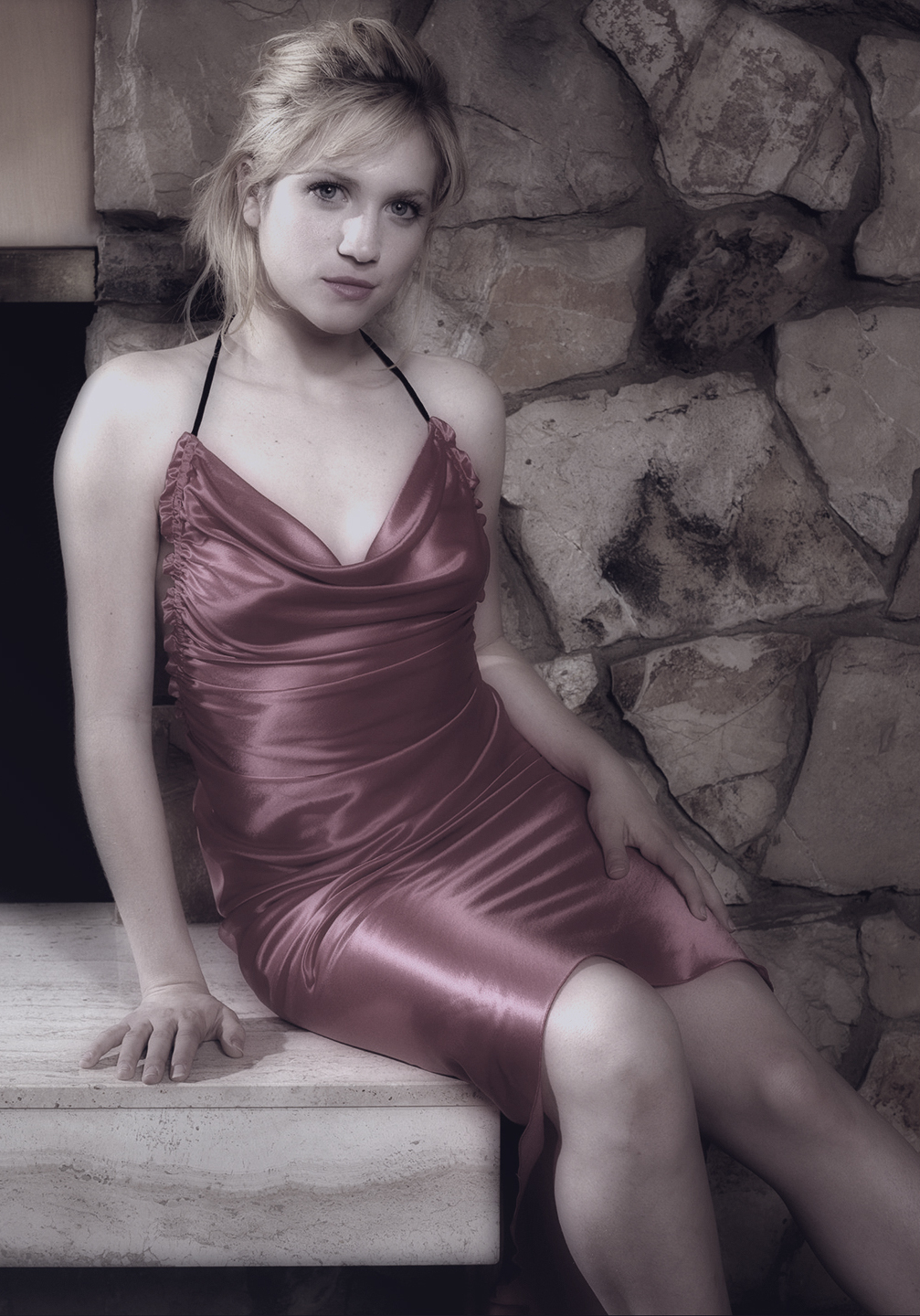
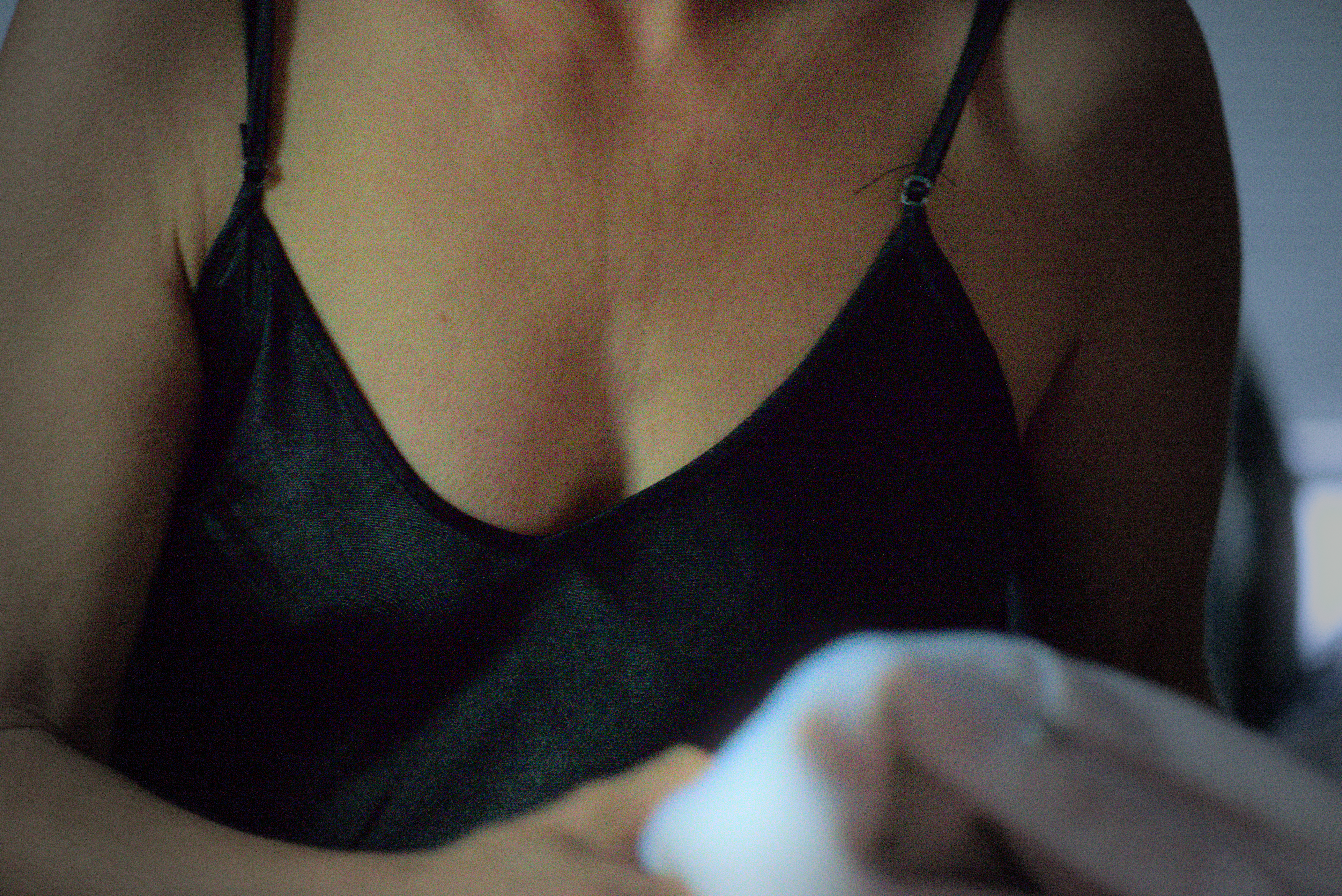
Noční košile v oblasti prsou